# Nocarodes schelkovnikovi
Nocarodes schelkovnikovi är en insektsart som beskrevs av Boris Petrovich Uvarov 1917. Nocarodes schelkovnikovi ingår i släktet Nocarodes och familjen Pamphagidae. Inga underarter finns listade i Catalogue of Life.